# Каданников, Владимир Васильевич
Влади́мир Васи́льевич Када́нников (3 сентября 1941, Горький — 3 июня 2021, Москва) — советский и российский промышленный и государственный деятель, один из основных акционеров «ЛогоВАЗ», генеральный директор и председатель Совета директоров АВТОВАЗа (1988—2005), член Совета директоров ГЛОБЭКС Банка (2012—2017). Герой Социалистического Труда (1991).

## Биография
В 1959 году, окончив среднюю школу, поступил в Горьковский политехнический институт. Одновременно стал учеником слесаря механосборочных работ на «ГАЗе», где проработал до 1960 года. После окончания учёбы с дипломом инженера-механика был направлен на «ГАЗ» мастером прессового цеха.
В 1967—1988 годах заместитель начальника цеха крупной штамповки, директор прессового производства, заместитель Генерального директора — директор по производству, первый заместителем Генерального директора — директор НТЦ «Волжского автомобильного завода» (ВАЗа), член КПСС.
20 декабря 1988 года на конференции трудового коллектива был избран Генеральным директором Волжского объединения по производству легковых автомобилей (ВАЗ). 10 апреля 1990 года Приказом № 212 Владимира Каданникова было создано кабельное телевидение ВАЗ ТВ.
В 1989—1991 годах — народный депутат СССР.
В 1991 году в период августовских событий, на посту генерального директора производственного объединения ПО ВАЗа, призвал трудовой коллектив завода сохранять спокойствие. 24 августа, после поражения ГКЧП, вместе с председателем Автозаводского районного исполкома С. Ф. Жилкиным и председателем районного Совета народных депутатов Автозаводского района Н. Ю. Брусникиным сделал совместное официальное заявление о выходе из членов КПСС.
29 апреля 1995 года участвовал в организационном предвыборном заседании партии «Наш дом — Россия» (НДР).
В 1993—1996 годах Генеральный директор — Председатель Совета директоров ОАО «АВТОВАЗ». В 1994 году назначен Генеральным директором — Президентом ОАО «АВТОВАЗ». Передал производство Оки на «СеАЗ».
В 1996 году назначен первым заместителем Председателя Правительства Российской Федерации.
В ноябре 1996 года вновь избран Председателем Совета директоров ОАО «АВТОВАЗ». В августе 2001 года избран Председателем Совета директоров совместного предприятия GM-АвтоВАЗ.
В 1996—2005 годах — председатель Совета директоров ОАО «АВТОВАЗ» и с 2001 по 2005 годы — председатель Совета директоров GM-АвтоВАЗ. В 2005 году произошла смена собственников, завод перешёл под управление Рособоронэкспорта, 27 октября В. В. Каданников покинул поста Председателя Совета директоров ОАО «АВТОВАЗ» с официальной формулировкой «в связи с уходом на пенсию», с этого времени проживал в Москве.
В 2002—2010 годах соучредитель банка ЗАО АКБ «Автомобильный банкирский дом» (ЗАО КБ Лада-кредит), который был поглощен Новикомбанком
В 1994—2012 годах — председатель Совета директоров ОАО «Национального торгового банка» (НТБ), который был продан ПАО Глобэкс банку, в котором В. В. Каданников до 2017 года входил в члены Совета директоров.
Скончался 3 июня 2021 в Москве. Похоронен на Троекуровском кладбище в Москве.

## Обвинения в коррупции
По данным, приведенным в книге «Крёстный отец Кремля» (авт. Павел Хлебников), Каданников являлся наряду с финансовым директором АВТОВАЗа Николаем Глушковым, коммерческим директором АВТОВАЗа Александром Зибаревым и помощником Каданникова по финансовым вопросам Саматом Жабоевым основными акционерами компании «Логоваз», перепродававшей продукцию АВТОВАЗа.
Вместе с Борисом Березовским и губернатором Самарской области Константином Титовым участвовал в проекте «строительства» завода по производству народного автомобиля «АВВА», в результате которого завод так и не был построен, а собранные с населения 50 миллионов долларов так и не были возвращены акционерам (по данным приведенным в книге «Олигархи с большой дороги» авт. Александр Хинштейн).

## Документальные фильмы
Владимир Каданников стал персонажем документального сериала Фонда борьбы с коррупцией под названием «Предатели», который вышел на экраны в 2024 году.

## Награды и звания
Автор ряда научных трудов, почётный профессор Самарского государственного технического университета, Нижегородского политехнического университета. Академик Инженерной академии России, Международной инженерной академии. Вице-президент Инженерной академии России. Академик Академии транспорта России.
- Орден «За заслуги перед Отечеством» III степени (18 октября 1995) — за заслуги перед государством, успехи, достигнутые в труде, большой вклад в укрепление дружбы и сотрудничества между народами[12]
- Герой Социалистического Труда (30 апреля 1991) — за большой личный вклад в увеличение производства легковых автомобилей, эффективную новаторскую деятельность и успешное решение социальных вопросов[13]
- 2 ордена Ленина (14.02.1980, 1991)
- Орден Трудового Красного Знамени
- Орден «Знак Почёта»
- Орден Дружбы народов
- Орден «За заслуги» ІІІ степени (Украина, 28 октября 2004 года) — за весомый личный вклад в развитие взаимосвязей между Украиной и Российской Федерацией в области автомобилестроения[14]
- Благодарность Президента Российской Федерации (17 июля 1996 года) — за активное участие в организации и проведении выборной кампании Президента Российской Федерации в 1996 году[15]
- Почётный гражданин Самарской области (2004)
- Почётный гражданин Тольятти (2013).[16]